# Lütjenholmer Heidedünen
Das Naturschutzgebiet Lütjenholmer Heidedünen liegt in der Gemeinde Lütjenholm in Schleswig-Holstein. Es wurde am 22. Februar 1938 zum Naturschutzgebiet erklärt. Die Betreuung erfolgt durch die Arbeitsgemeinschaft Geobotanik in Schleswig-Holstein und Hamburg. Es liegt auf einem Niveau zwischen einem und drei Metern über Normalnull. In der Nähe dieses Naturschutzgebietes fließt die Soholmer Au. Sein CDDA-Code lautet 82125. Es ist Teil des FFH-Gebietes Lütjenholmer und Bargumer Heide.
Das Ziel der Unterschutzstellung war es, einen Überrest jener Heidelandschaft zu erhalten, die noch im 19. Jahrhundert weite Teile des Landes Schleswig-Holstein bedeckten. Bei dem Gebiet handelt es sich um eines der größten Flugsand- und Binnendünengebiete der Schleswiger Vorgeest.

## Lebensraum
An einigen Stellen in dem Naturschutzgebiet haben sich Heidemoore gebildet, die teilweise eine Tiefe von einem Meter erreichen. Viele in an diesen Stellen wachsende Pflanzen sind gefährdete Arten.
Das Naturschutzgebiet gehört mit seinen Heiden und offenen Sandflächen zu jenen Gebiet Schleswig-Holsteins, die für wärme liebende Insekten eine besondere Bedeutung einnehmen. Zu diesen Tieren gehören unter anderem seltene Schmetterlinge, Grabwespen, Sandlaufkäfer und Spinnen. Die sehr seltene Uralameise kommt hier vor, was nur auf wenige andere Standorte in diesem Bundesland zutrifft. Zu den weiteren hier vorkommenden seltenen Tierarten gehören das Rebhuhn, die Zauneidechse und die Kreuzotter. 

## Fotos

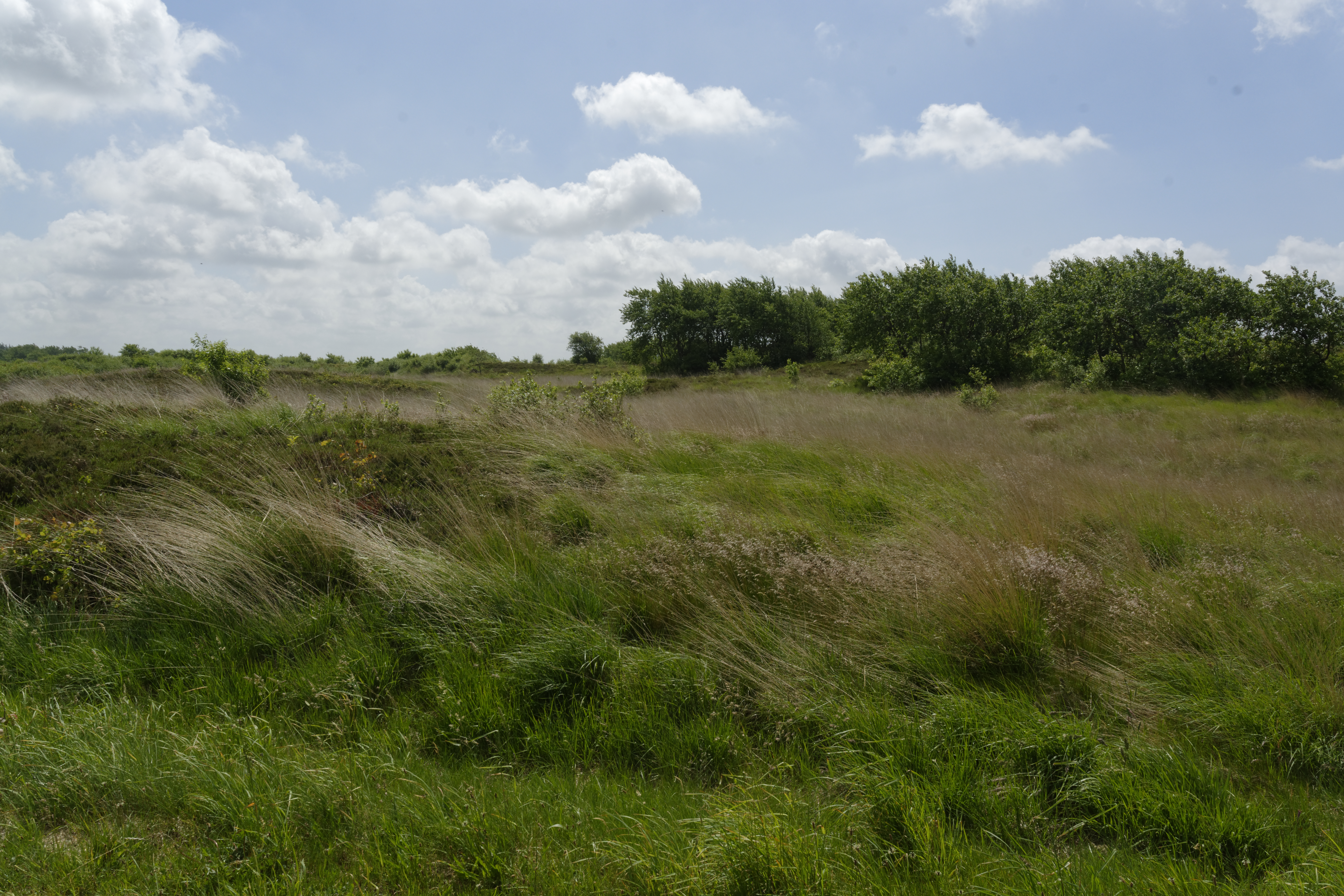
Dünenheide vor Gehölzgruppe
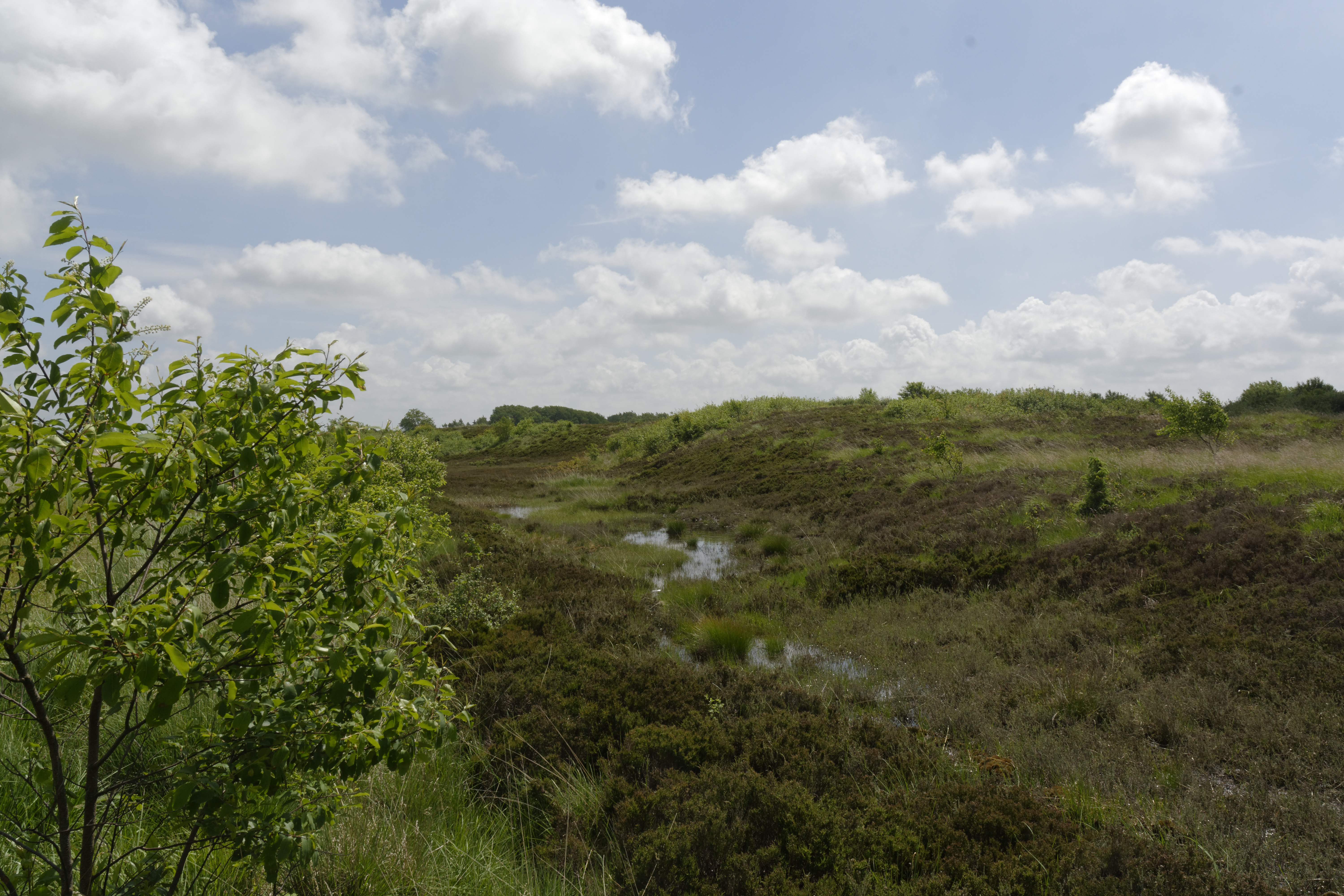
Feuchte Senke
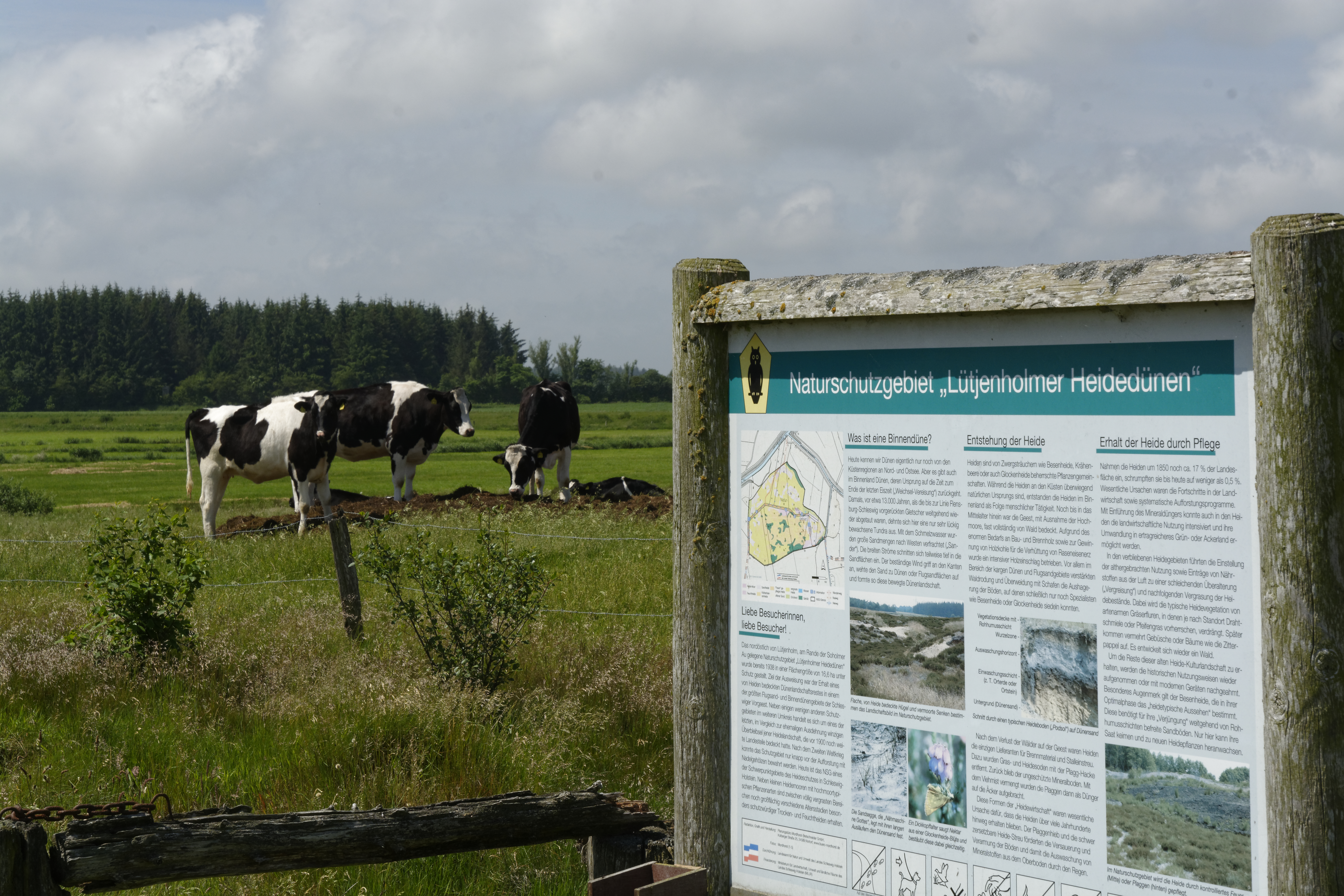
Infotafel, im Hintergrund Rinderweide